# Леопольдо Алас
Леопольдо Енріке Гарсіа-Алас-і-Уренья (Замора, 25 квітня 1852 року — Ов'єдо, 13 червня 1901 року) — іспанський письменник і юрист.

## Біографія
Леопольдо Алас народився 25 квітня 1852 року в Саморі, куди його родина переїхала з Ов'єдо. У сім років він почав навчатися в єзуїтській школі, розташованій у місті Леон. Хлопець швидко адаптувався до дисципліни і через кілька місяців його вважали зразковим студентом. Він отримав блакитну стрічку як літературну нагороду. Леопольдо Алас зберігав його все життя, то був один з найулюбленіших предметів у родинному музеї. Влітку 1859 року вся родина повернулася до Астурії. Тепер Леопольдо відкрив для себе географію краю. 4 жовтня 1863 року у одинадцять років Леопольдо вступив до Університету Ов'єдо, обравши латинську мову, арифметику та християнську доктрину. Він був батьком Леопольдо Гарсіа Аласа Аргуельєса, ректора Університету Ов'єдо, якого застрелили повстанці в лютому 1937 року, і прадідом юриста Леопольдо Толівара Аласа.

### У Мадриді
Закінчивши університет, майбутній "Кларін" переїхав до Мадрида в середині XIX століття, щоб захистити докторську дисертацію. Під час першого курсу він познайомився з краусизмом і лібералізмом. Будучи професором філософії права, він викликав захоплення серед студентів. Це спонукало їх започаткувати безпрецедентний інтелектуальний ідеологічний рух, який завершився великою реформою безкоштовної освіти.

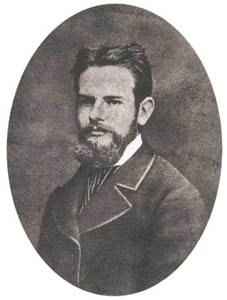
Кларін в молодості

Він був чесний і релігійний чоловік, але вважався загрозою монополії Католицької Церкви на викладання та непокірним єретиком Був виключений з посади професора консервативними силами за допомогою жорстких (хоча юридично суперечливих) кампаній.

### Газета Сольфеджіо
У березні 1875 року Антоніо Санчес Перес заснував газету під назвою "Сольфеджіо". Там працював і Леопольдо Алас. Колонка, яку він писав, мала назву «Записки на стіні». 2 жовтня 1875 року письменник уперше підписався як Кларін, урочисто відкривши місце віршем. Леопольдо Алас увійшов у літературне життя зі своєї колонки   критикою політичного класу Реставрації. Кожна нова стаття була новим скандалом, який критикували або вихваляли на зібраннях. Поряд з літературною діяльністю він продовжує навчання, готуючись до докторської дисертації.

### Астурійський журнал
Крім публіцистичного жанру, Кларін культивував інші літературні жанри. Влітку 1876 року він написав свої перші оповідання та кілька поезій, які через кілька місяців були опубліковані в журналі.

### Доктор наук і професор

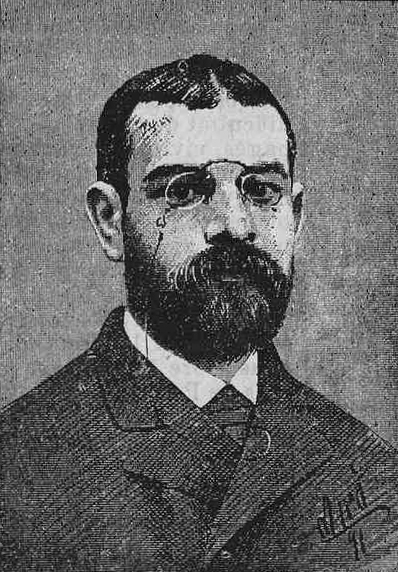
1891 рік

1 липня 1878 року Леопольдо Алас отримав титул доктора цивільного та канонічного права з кваліфікацією видатного. Він представив свою докторську дисертацію на тему «Право і мораль». 
1882 рік був щасливим для Clarín. 12 липня він зміг прочитати в "Офіційному віснику" своє призначення на кафедру політичної економії та статистики, а 29 серпня відбулося його весілля з Онофре Гарсіа-Аргуельєсом в астурійському містечку Ла-Лагуна (долина Лангрео), у сімейному палаці Гарсіа-Аргуельєс.

### Кларін як викладач
Сучасники говорили, щоб пізнати Кларіна необхідно відвідати його кафедру природного права. Його уроки починалися з наказу Юстиніана і продовжувалися цитатами з Дон Кіхота чи святої Терези, закінчуючись Толстим, Ренаном чи святим Франциском Ассізьким. Кларін поважав своїх учнів, коли вони могли зрозуміти дух його вчення. Він мав чітке почуття справедливості, коли йшлося про кваліфікацію, і ніколи не брав хабарів чи рекомендацій. Після  відставки в Ов'єдо його почали боятися і поважати в Мадриді. Письменник став відомим у Європі та Америці.

### Творчість

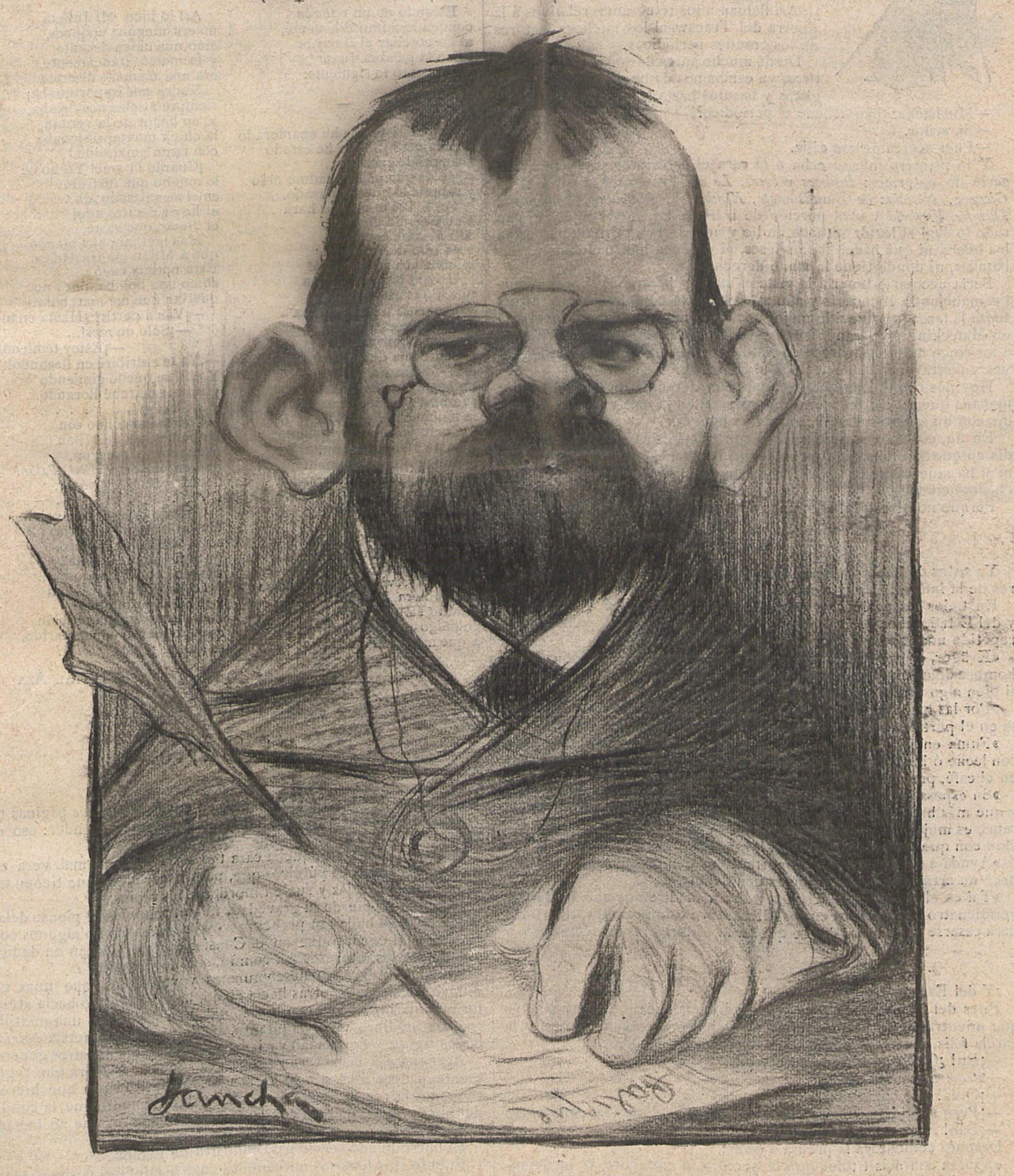
Карикатура на Clarín

У вільний час Кларін писав статті для газет. Він надсилає свої сатиричні та різкі твори і це забезпечило йому додаткових ворогів.
У 1889 році він закінчив біографічний нарис про Гальдоса під назвою «Сучасні іспанські знаменитості». Наприкінці червня 1891 року видавець Фернандо Фе випустив другий великий роман Кларіна: «Його єдиний син».

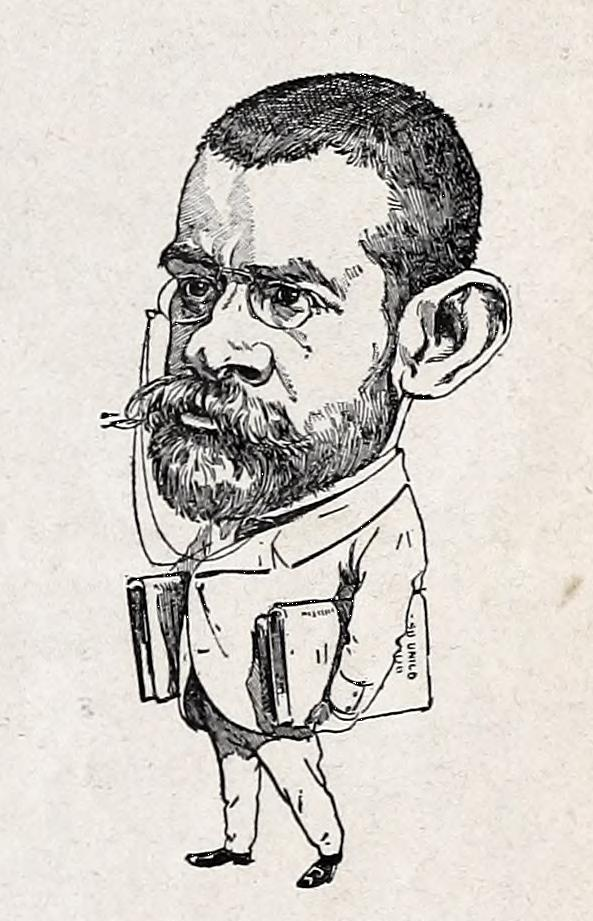
Портрет Кларіна (1893)

У 1892 році Кларін пережив кризу, в якій він намагався знайти себе та Бога. Незабаром після цього він відобразив цю кризу у творах.
Його перша п'єса «Терези» (драматичний нарис на одну дію та в прозі) — сторінка з його власного життя. Прем'єрний показ відбувся 20 березня в Театрі Іспанії в Мадриді. Твір зазнав гучного провалу. Протягом останніх років свого життя Кларін отримав велику кількість пропозицій про співпрацю. У 1900 році Будинок Мауччі в Барселоні доручив йому перекласти роман Еміля Золя "Робота". Кларін вважає, що переклад не дасть йому стільки роботи, скільки написання. Він перекладає, щоб вкластися в дату, виснажений, але щасливий, що може допомогти зробити відомим «найобуренішого мислителя всього XIX століття».

### Останні роки життя
У перші місяці 1901 року Кларін почувався виснаженим. У травні він поїхав до Леона, запрошений двоюрідним братом Уреньєю. Після повернення він прокоментував: «У Леоні я провів справді щасливі години». Повернувшись в Ов'єдо, він знову захворів. Його постійно супроводжував племінник, молодий лікар, який діагностував у нього туберкульоз кишечника. 13 червня 1901 року о сьомій ранку Леопольдо Алас помер у 49 років. Були присутні викладачі, друзі та родичі письменника. Наступного дня його поховали на кладовищі в Сальвадорі.

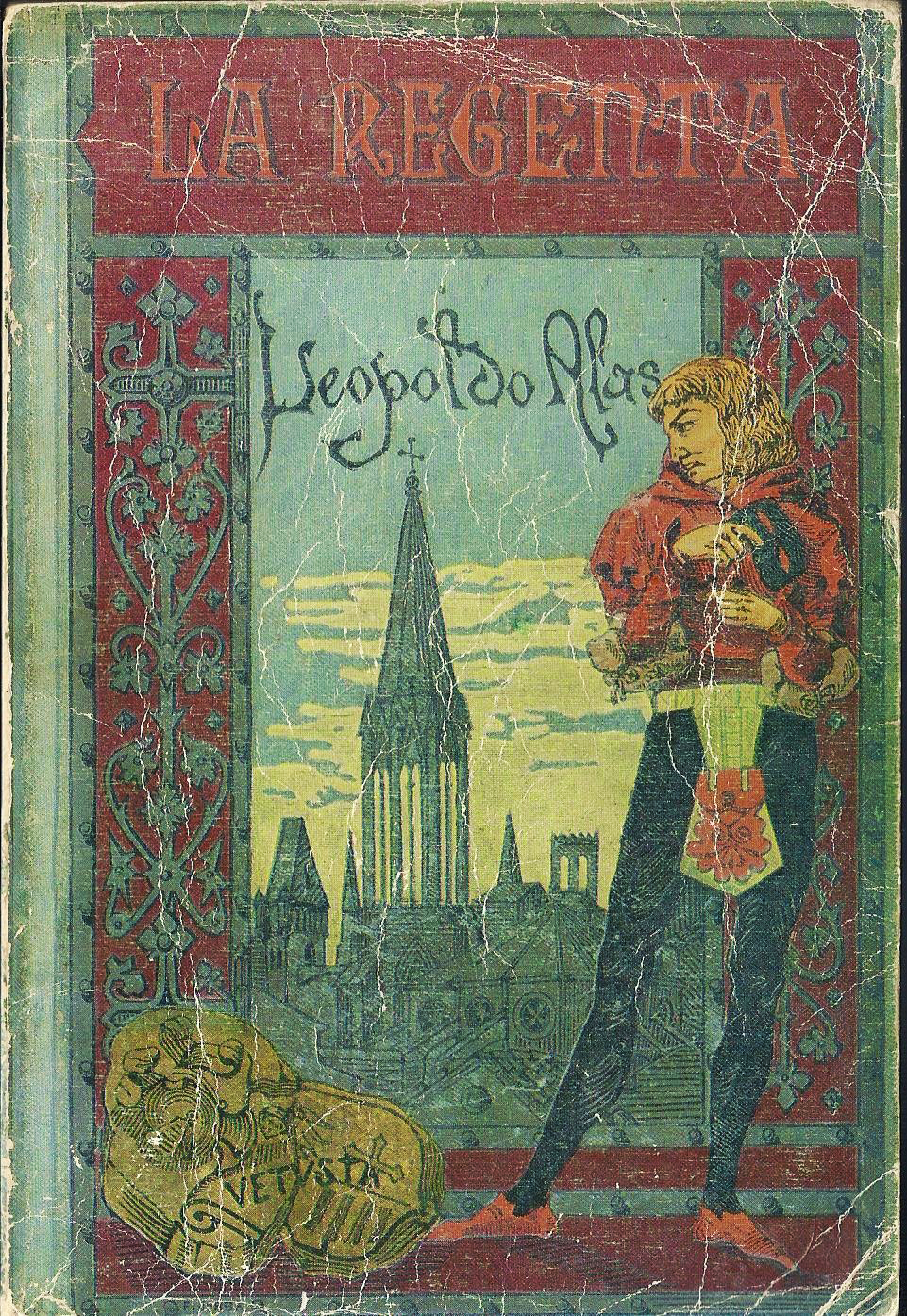
Обкладинка The Regent (1884—1885)

Роман, дія якого розгортається у столиці іспанської провінції, за назвою якої «Кларін» маскується столиця Астурії Ов'єдо. Кларін використовує такі прийоми, як інтерналізований монолог і вільний непрямий стиль. Завдяки цим прийомам і ретельному вивченню персонажа в суспільстві, в якому він живе, персонажі набувають певної психологічної глибини.

## Анекдоти
Кошмаром для усіх друзів і знайомих Кларіна був його нерозбірливий почерк. З цієї причини він досить часто отримував конструктивну критику, глузування чи нарікання:
- Перес Гальдос: «Іди завойовувати склад за складом таємниче царство його халдейського письма»[12]

У 1891 році Кларіна було обрано республіканським радником до міської ради Ов'єдо шляхом загального голосування. Під час наради Кларін мовчав, але його нерви підскочили, коли він почув іншого радника, який читав протокол. Професор накинувся на нього з такою діалектичною люттю, що радник негайно подав у відставку. Кларін знову втрутився і змусив його відкликати свою відставку. [джерело?]

## Твори

### Нариси
- Література в 1881 (1882).
- Втрачена проповідь (1885).
- Новий похід (1887).
- Нариси і журнали (1892).
- Маленька розмова (1894).

### Романи
- Регент (1884—1885).
- Його єдиний син (1890).
- Спуск (1890—1891).
- Обійми Пелайо (1889)